# Maibritt (Singer-Songwriterin)

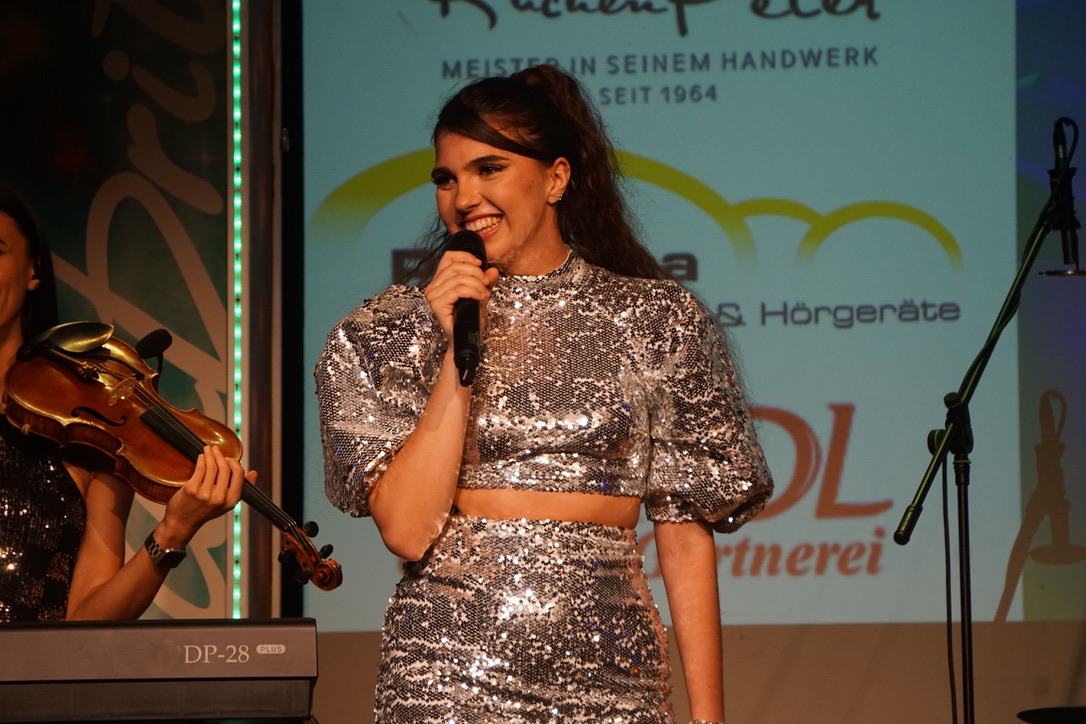
Maibritt, Die Show 2023

Maibritt, bürgerlich Maibritt Egger, (* 6. Dezember 2002 in Wien) ist eine österreichische Singer-Songwriterin und Moderatorin, die unter ihrem Künstlernamen Maibritt bekannt ist.

## Leben und Wirken
Bereits im Alter von vier Jahren gab es für Maibritt keinen anderen Berufswunsch als Sängerin zu werden. Diesen setzte sie auch früh in die Tat um. 2018 gewann Maibritt bei dem österreichischen Talentewettbewerb Helden von heute – Falco goes school der Falco-Stiftung den Best Performance Award. Mit dem Einzug in die Top 40, beim Castingformat DSDS – Deutschland sucht den Superstar wurde Maibritt zur jüngsten und erfolgreichsten Austrokandidatin.
2020 folgten die Veröffentlichungen ihrer vier Singles Unsere Flügel fangen Feuer, Barfuß durch den Sand, Höhenrausch und In der Weihnachtszeit in den Genres Pop, Schlager.
Im Frühjahr 2021 setzte sie sich dann in Hamburg gegen 600 Kandidaten beim finalen Casting zur Auswahl des weiblichen Parts des Euro-Latin-Pop-Duos Pachanta durch und war bis 2022 Gesangspartnerin von Cristóbal.
2022 veröffentlichte Maibritt gemeinsam mit ihrem Schlagerkollegen Von Gründorf das Duett Nichts ist größer als wir.
Im September 2023 präsentierte sie vor ausverkauftem Haus in Wien-Gerasdorf ihre erste eigene Show.

## Charity
Mit 17 Jahren gründete sie ihren eigenen Hilfsverein 2WeltenKinder, der Kinder und Jugendliche aus Alleinerzieherhaushalten finanziell und durch Dienstleistungen unterstützt.

## Diskografie
- „Tropical“, Maibritt (2018)[10]
- „Unsere Flügel fangen Feuer“, Maibritt, (2020) ISCR: AT-FS8-20-00001
- „Barfuß durch den Sand“,Maibritt, (2020) ISCR: AT-FS8-20-00002[11]
- „Höhenrausch“,Maibritt, (2020), ISCR: AT-FS8-20-00003
- „In der Weihnachtszeit“,Maibritt, (2020) ISCR: AT-FS8-20-00004
- „Cruel Summer“, Coverversion, Pachanta, (2021) ISCR: DE-ZZ3-21-00001
- „Wicked Game“, Coverversion, Pachanta, (2021) ISCR: DE-ZZ3-21-00017
- „Nichts ist größer als wir“, Maibritt und Von Gründorf, (2022) ISCR: AT-Z24-22-01336
- „Baila Conmigo“, Maibritt, (2023) ISCR: AT-FS8-23-00001[12]
- „Lo Siento“, Maibritt, (2024) ISCR: AT-FS8-24-00001
- „Hasta La Vista“, (2024) ISCR: AT-FS8-24-00002

## Songwriter
- 2022, Miri Leonardo, Song: Tunnelblick; Songwriter
- 2022, Arina, Song: Come Over, Songwriter
- 2022, Miri Leonardo, Song: Auf Repeat; Songwriter & Backing Vocals
- 2022, Francine Jordi & Ross Antony; Song: In allen Farben, Songwriter
- 2022, Silvio Samoni, Song: Ti amo per sempre; Songwriter & Backing Vocals
- 2022, Silvio Samoni, Song: Weihnachten für mich, Songwriter & Backing Vocals
- 2022, Adriana, Song: Maske; Songwriter
- 2023, keyloud & Lonely Night; Song: Alone Again, Songwriter & Vocals
- 2023, keyloud & Lonely Night; Song: Hold me in your arms, Songwriter
- 2023, Patrizio Buanne; Song: Andiamo Verdrai, Backing Vocals
- 2023, keyloud & Lonely Night & Ari; Song: Heartless Night, Songwriter, Vocals
- 2023, Adriana; Song: Flieg, Songwriter

## Musical, Bühne
Als Teil der Performing Youth Company des Performing Centers Austria war die Künstlerin in den Musicals „Think – Der fantastische Fall der Charlie Holmes“ und „It’s time“ auf namhaften Bühnen Wiens zu sehen.
- „Think – der fantastische Fall der Charlie Holmes“, Rolle: Ponny; Regie: Daniel Karanitsch, Uraufführung: 4. Februar 2019, im WUK
- „It’s time“, Rolle: Lance, Emeline Pankhurst; Regie: Daniel Karanitsch, Uraufführung: 26. Mai 2019, im Theater Akzent